# Động đất Đại Diêu 2003
Động đất Đại Diêu 2003 là trận động đất xảy ra vào lúc 23:16 (theo giờ địa phương), ngày 21 tháng 7 năm 2003. Trận động đất có cường độ 5.9 richter, tâm chấn độ sâu khoảng 9,2 km. Hậu quả trận động đất đã làm 19 người chết, 644 người bị thương.